# Yar Mohammad Barakzai
Yar Mohamed Barakzai foi um futebolista afegão que participou dos Jogos Olímpicos de Verão em 1948, em Londres, na primeira e única vez até o momento em que a Seleção Afegã de Futebol se classsificou para o torneio de futebol dos Jogos Olímpicos.